# آیلیا کاپیتولینا

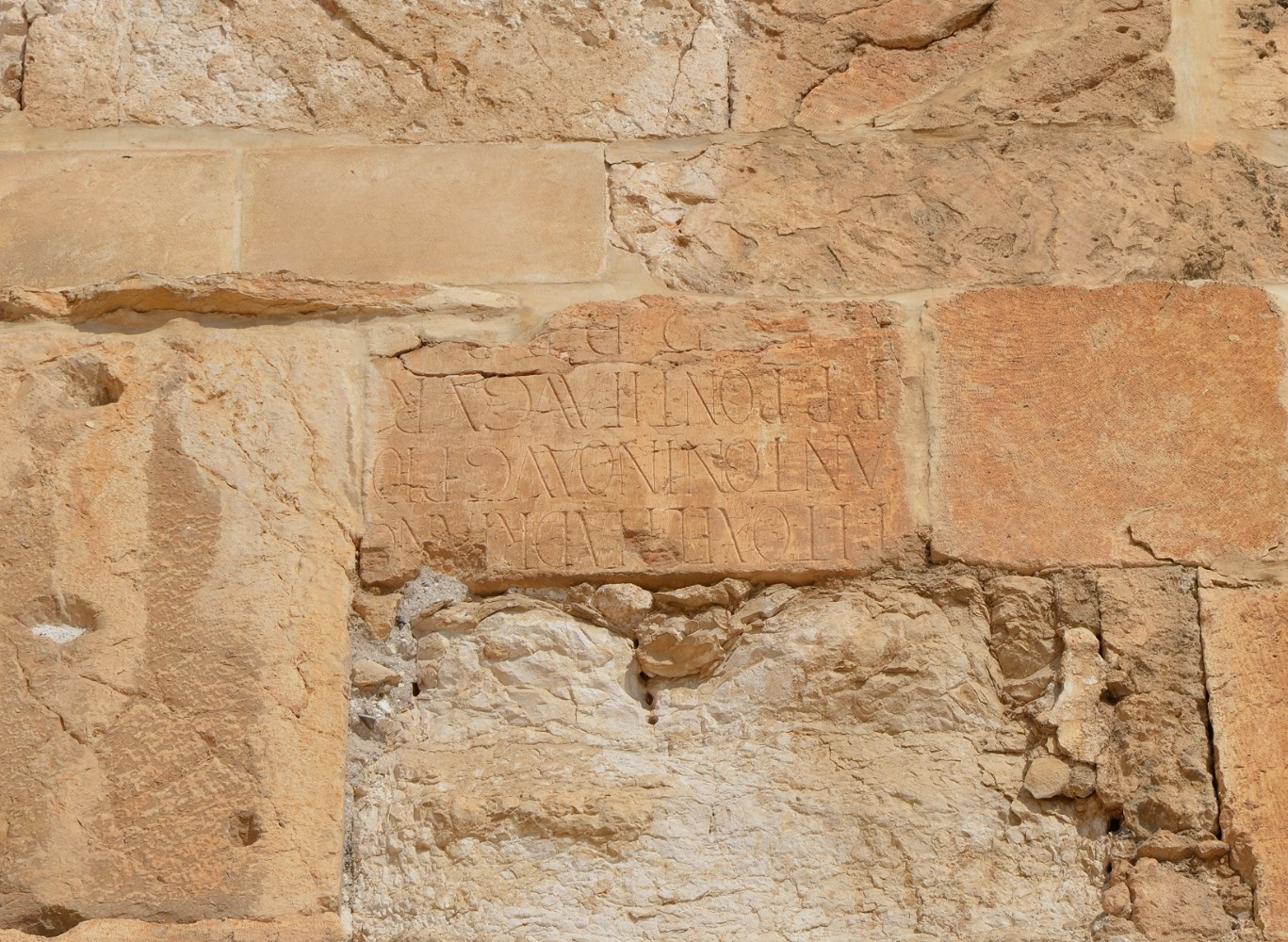
مجسمه رومی امپراتور آنتونینوس پیوس که زائر بوردو زمانی که در کوه معبد در سال 333 پس از میلاد بود مشاهده کرد، آیلیا کاپیتولینا

آیلیا کاپیتولینا (انگلیسی: Aelia Capitolina) یک مستعمره رومی بود که در طول سفر امپراتور هادریانوس به سرزمین اسرائیل در سال ۱۲۹/۱۳۰ در اطراف اورشلیم، که تقریباً به‌طور کامل پس از محاصره اورشلیم (۷۰ میلادی) ویران شده بود، تأسیس شد.